# Jacques Laurent
Jacques Laurent (n. 5 ianuarie 1919, Paris, Île-de-France, Franța – d. 29 decembrie 2000, Paris, Île-de-France, Franța) a fost un jurnalist, eseist și scriitor francez care a câștigat Premiul Goncourt în 1971 pentru romanul Les Bêtises.
Laurent a fost ales în Academia Franceză în 1986.
Laurent a aparținut grupului literar Les Hussards și este cunoscut ca un prolific romancier istoric, eseist și scenarist sub numele de Cecil Saint-Laurent. Filmul Lola Montès din 1955, regizat de Max Ophüls, s-a bazat pe romanul său istoric despre viața Lolei Montez. A scris pentru Jean Aurel documentarul despre primul război mondial 14-18 nominalizat la Oscar. De asemenea, a regizat filmul Quarante-huit heures d'amour (1969).
Un alt roman remarcabil al lui Saint-Laurent a fost Caroline chérie (scrisă în 1947), o carte puternică a cărei acțiune se petrece în primele zile ale Revoluției Franceze. Și acesta a devenit un film. Regizat de Richard Pottier, filmul a fost lansat în Franța în 1951, având-o în rolul principal pe Martine Carol. Saint-Laurent a fost unul dintre scenariștii filmului.
„Les Passagers pour Alger” din 1961 a fost un thriller contemporan, plasat pe fundalul războiului algerian de atunci, și ca multe dintre cărțile sale scrise din punctul de vedere al unei femei tinere aventuriere.